# Biebrza (województwo podlaskie)
Biebrza – osada w Polsce położona w województwie podlaskim, w powiecie grajewskim, w gminie Rajgród. Znajduje się ona na prawym brzegu Kanału Kuwasy, przy północno-zachodniej granicy Biebrzańskiego Parku Narodowego.
W latach 1975–1998 miejscowość administracyjnie należała do województwa łomżyńskiego.
W 2001 r. miejscowość liczyła ok. 510 mieszkańców
W Biebrzy znajduje się Zakład Doświadczalny Instytutu Technologiczno-Przyrodniczego w Falentach.
Wierni kościoła rzymskokatolickiego należą do parafii Parafia św. Ojca Pio w Grajewie.